# I Write You a Love Song
I Write You a Love Song är en sång skriven av Ole Evenrude, och inspelad av Izabella Scorupco.
Med text på svenska av Mona Gustafsson, som "Jag sjunger för dig", spelades låten även in av svenska dansband som Leif Bloms, vilka gav ut den på singel 1991, samt av Helene & gänget, vilka samma år gav ut den som B-sida till singeln En enkel resa.  Låten har också spelats in av Charlotte Nilsson (på soloalbumet Charlotte) 1999 , och år 2000 av Barbados på albumet When the Summer is Gone. 
Leif Bloms version testades även på Svensktoppen den 4 maj 1991 men missade listan. 

## Listplaceringar
| Lista (1991) | Topplacering |
| ------------ | ------------ |
| Tyskland     | 93           |
| Sverige      | 10           |

### Fotnoter
1. ↑  ”Svensk mediedatabas”. http://smdb.kb.se/catalog/id/001477184. Läst 27 april 2011.
2. ↑  ”Svensk mediedatabas”. http://smdb.kb.se/catalog/id/001475808. Läst 27 april 2011.
3. ↑  ”Svensk mediedatabas”. http://smdb.kb.se/catalog/id/001520379. Läst 27 april 2011.
4. ↑  ”Svensk mediedatabas”. http://smdb.kb.se/catalog/id/001429285. Läst 27 april 2011.
5. ↑  ”Mona Gustafsson”. http://www.monags.se/fakta/fakta_svensktoppen.htm. Läst 30 maj 2011.
6. ↑  ”I Write You a Love Song”. Swedischcharts. 26 juli 1991. http://swedishcharts.com/showitem.asp?interpret=Izabella&titel=I+Write+You+A+Love+Song&cat=s. Läst 12 oktober 2014.